# Stay with me (松たか子の曲)
「Stay with me」（ステイ ウィズ ミー）は、1998年9月4日に発売された松たか子の7枚目のシングル。発売元はアリスタジャパン。アルバム『アイノトビラ』先行シングル。

## 制作
うわの空な気持ちでいる男性に、「今の自分の存在にもっと気付いてほしい」と願う女性の心情が歌われている。
カップリング曲「Kisses」と共に、イントロをはじめとして、ピアノの音色が特徴づけられたスローバラード曲である。

## タイアップ
資生堂「WHITIA」CMソング。

## 収録曲
編曲:武部聡志
1. Stay with me
  - 作詞:松たか子　作曲:武部聡志
2. Kisses
  - 作詞:岩里祐穂　作曲:上田知華
3. Stay with me（original KARAOKE）
4. Kisses（original KARAOKE）